# Auffargis
Auffargis francia település, Yvelines megyében, az Île-de-France régióban. Lakosainak száma 1967 fő (2022. január 1.). Auffargis La Celle-les-Bordes, Cernay-la-Ville, Les Essarts-le-Roi, Le Perray-en-Yvelines, Senlisse és Vieille-Église-en-Yvelines községekkel határos.

## Földrajza
A rambouillet-i erdő szélén elhelyezkedő Auffargis nagyközség Rambouillet városától északkeletre, mintegy 7 kilométerre, a Chevreuse folyó völgyében, a Haute-Vallée de Chevreuse Regionális Park területén fekszik.

### Dűlők és tanyák
- A község központjától körülbelül 4 kilométerre fekvő Saint-Benoît (Nursiai Szent Benedek| Szent Benedek) tanya a községhez tartozik.
- A la Sablière elnevezésű dűlő neve egy régi homokbányára utal, ahol ma a környező helységek lakóinak kedvelt hétvégi pihenőhelye található.

### A környező helységek
Le Perray-en-Yvelines, Les Essarts-le-Roi, Cernay-la-Ville, Vieille-Église-en-Yvelines

## Története
A falu területén folytatott ásatások során gall-római időkből származó leleteket találtak.
A karolingok idejében a helység neve Olferciacae volt, később Le Fargis és végül Auffargis.
A 11. században a tőle délkeletre fekvő Vaux de Cernay apátsághoz tartozott, a 16. században pedig Angennes urai birtokolták.
A nagyközség központjában ma is áll néhány ház, amely még a nagy francia forradalom előtt épült.

## Népesség
| Lakosok száma | 1966 | 1997 | 2038 | 1982 | 1973 | 1958 | 1970 | 1974 | 1967 |
|               | 2013 | 2015 | 2016 | 2017 | 2018 | 2019 | 2020 | 2021 | 2022 |

## Látnivalók
- 19. századi kastély, melynek lakóterét kúpos tetőzetű kerek tornyok veszik körbe;
- A Vaux de Cernay apátság védett műemlék maradványai;
- Malomkő felhasználásával készült 18. századi kút;
- 17. században épült ház, boltíves pincével;
- 19. században épült templom, 19. századi festményekkel, keresztelő kúttal, 18. századi szentségház (tabernákulum), amely az 1793-ban lerombolt régi templomból származik.

## Gazdaság
A nagyközség lakossága elsősorban kertészkedéssel (csemetenevelés, virágtermesztés), gabonatermesztéssel, vadgazdálkodással, vadásztatással és horgásztatással, valamint kecskesajt-készítéssel foglalkozik.

## Főbb helyi események
A falu ünnepét szeptember első vasárnapján tartják. Ebből az alkalomból minden esztendőben nagyszabású tűzijátékot tartanak.
Minden tavasszal virágvásárral köszöntik a virágok ünnepét. A kezdeti időkben, a faluházban tartott, azonban az évek során egyre nagyobbá váló eseményt 2000-ben a Saint-Benoît tanya egyik farmjára költöztették.

## Magyar vonatkozás
A 30-as évek elején a községben vásárolt villát és telepedett le Szisz Ferenc magyar származású francia autóversenyző, az első Grand Prix verseny győztese. Fekete márvány sírja a község temetőjében található.